# مسجد السلطانة افزان
مسجد السلطانة افزان (بالملايو: Tengku Ampuan Afzan Masjid  ) هو المسجد الوحيد الموجود في بلدة بندر اندرا ماهكوتا في كوانتان في ولاية فهغ في ماليزيا، سمي المسجد باسم مسجد السلطانة افزان نسبة للسلطانة افزان (1933 - 1988) التي كانت زوجة السلطان أحمد شاه الأول في اقليم فهغ .

## وصلات خارجية
- موقع مسجد السلطانة افزان على الخريطة
- البوم صور مسجد السلطانة افزان 1
- البوم صور مسجد السلطانة افزان 2